# Nieprawdopodobna historia
Nieprawdopodoba historia (tytuł oryginalny An Awfully Big Adventure) – brytyjski dramat z 1995 roku na podstawie powieści Beryl Bainbridge.

## Obsada
- Alan Rickman - P.L. O’Hara
- Hugh Grant - Meredith Potter
- Georgina Cates - Stella
- Alun Armstrong - Wujek Vernon
- Peter Firth - Bunny
- Prunella Scales - Rose
- Rita Tushingham - Ciotka Lily
- Alan Cox - Geoffrey
- Edward Petherbridge - St. Ives
- Nicola Pagett - Dotty Blundell
- Carol Drinkwater - Dawn Allenby
- Clive Merrison - Desmond Fairchild
- Gerard McSorley - George
- Ruth McCabe - Grace Bird
- James Frain - John Harbour

## Fabuła
Rok 1947. 16-letnia Stella mieszka u wujostwa w Liverpoolu. Lily przygarnęła ją, by zapewnić jej ciepło rodzinne i strawę. Stella marzy o tym, by zostać aktorką. Zgłasza się z wujostwem na przesłuchanie. Reżyser Meredith Potter nie znajduje dla niej roli, ale dostrzegając jej pasję proponuje jej darmową praktykę. W kryzysowym momencie do teatru na gościnne występy zostaje zaproszony aktor O’Hara. Stella zostaje jego kochanką, co będzie miało poważne skutki.